# Ptochophyle lineata
Ptochophyle lineata är en fjärilsart som beskrevs av W. Warren 1896. Ptochophyle lineata ingår i släktet Ptochophyle och familjen mätare. Inga underarter finns listade.